# Synagoge (Rosdil)

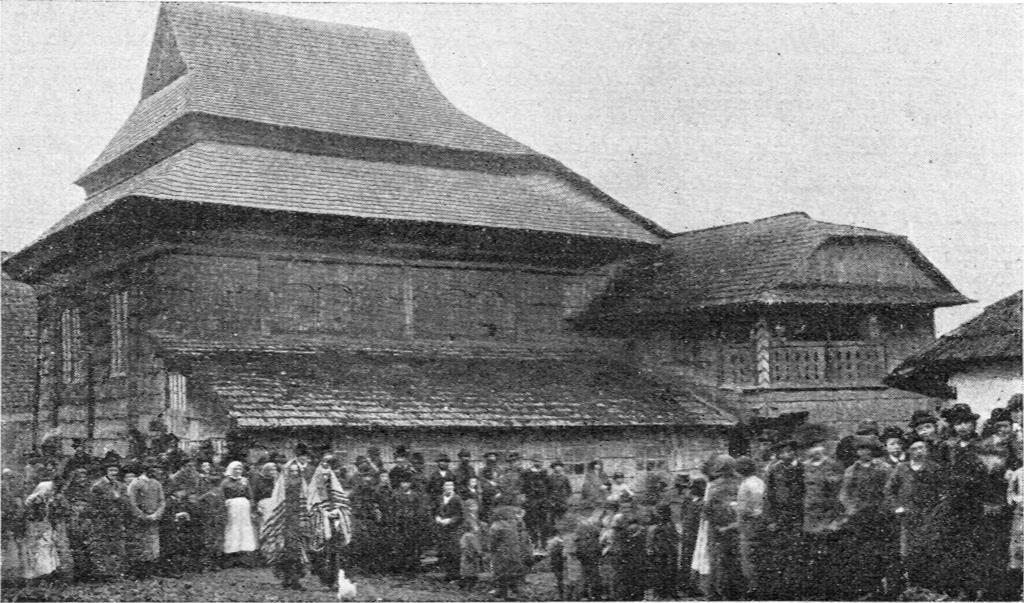
Synagoge in Rosdil vor 1914

Die hölzerne Synagoge in Rosdil, einer Ortschaft in der Oblast Lwiw im Westen der Ukraine, wurde in der ersten Hälfte des 18. Jahrhunderts gebaut.

## Geschichte
Über die Geschichte ist wenig bekannt. Auch über das Datum der Zerstörung gibt es unterschiedliche Angaben. So soll sie einem Brand 1907 zum Opfer gefallen sein, während andere Quellen davon sprechen, dass sie im Ersten Weltkrieg schwer beschädigt wurde (und danach wohl abgerissen wurde). Jedenfalls wurde circa 1930 eine steinerne Synagoge gebaut, von der das Gebäude heute noch (in einem schlechten Zustand) erhalten ist.

## Architektur
Die Haupthalle war nahezu quadratisch. Der Zugang war vom Süden durch das Vestibül, neben dem sich ein weiterer Raum befand. Darüber war der Bereich für die Frauen.
In späteren Jahren gab es Erweiterungen, so war entlang der Nordseite ein weiterer Frauenbereich sowie ein zweistöckiger Eckpavillon im Nordwesten.
An den Außenwänden waren jeweils zwei Fenster, wobei die an der Nordwand durch den Anbau teils verdeckt waren.
Das hohe Dach war zweistufig; unten war ein Walmdach, und darüber, durch eine kleine Wand getrennt, ein weiteres Walmdach, das in ein Giebeldach überging.